# Ludwik Zięba
Ludwik Zięba (Koniówka, 5 de marzo de 1953) es un deportista polaco que compitió en biatlón. Ganó una medalla de bronce en el Campeonato Mundial de Biatlón de 1975, en la prueba por relevos.

## Palmarés internacional
| Campeonato Mundial | Campeonato Mundial  | Campeonato Mundial | Campeonato Mundial |
| Año                | Lugar               | Medalla            | Prueba             |
| ------------------ | ------------------- | ------------------ | ------------------ |
| 1975               | Anterselva (Italia) | Medalla de bronce  | Relevos            |